# استان بشار
استان بِشار (عربی: ولایة بشار، تیفیناغ: ⴱⴻⵛⴰⵔ) یکی از استان‌های الجزایر است که مرکز آن، ناحیهٔ بشار است.
بخش اعظم این استان پوشیده از تپه‌های شن و ماسه است و سکنه‌ای ندارد، از این‌رو، اکثر ساکنان این استان در امتداد درهٔ ساورة‎‎ و انشعابات آن زندگی می‌کنند. از نظر معادن طبیعی، معادن زغال سنگ در شمال این استان، در حدود ناحیهٔ بشار و ناحیهٔ القنادسة قرار دارند و معادن مس نیز در جنوب استان، در جبال بن تقینه جای دارند.

## تقسیمات اداری
این استان از ۱۲ ناحیه و ۲۱ شهرداری تشکیل شده‌است.
ناحیه‌ها عبارتند از:
1. ناحیه عبادله
2. بشار، الجزایر
3. ناحیه بنی عباس
4. ناحیه بنی ونیف
5. الواتة
6. إقلی
7. ناحیه القنادسة
8. ناحیه کرزاز
9. ناحیه لحمر
10. ناحیه أولاد خضیر
11. تبلبالة
12. تاغیث

شهرداری‌ها عبارتند از:
1. عبادله
2. بشار، الجزایر
3. بنی عباس، الجزایر
4. بنی یخلف (استان بشار)
5. بنی ونیف
6. بوکایس
7. الواتة
8. عرق فراج
9. إقلی
10. القنادسة
11. کرزاز
12. القصابی
13. لحمر
14. مشروع هواری بومدین
15. مریجة (استان بشار)
16. موغل
17. أولاد خضیر
18. تبلبالة
19. تاغیث
20. تامترت
21. تیمودی